# Ancestris
Ancestris — компьютерная программа для создания и управления генеалогическими базами данных. Написана на Java, соответственно, требует установленной Java.
Программа скрупулёзно соблюдает спецификации GEDCOM (5.5 - 5.5.1)
Программа поддерживает следующие языки:
- английский
- датский
- немецкий
- голландский
- французский
- португальский
- финский
- итальянский
- шведский
- испанский